# Psychedelic Shack (single)
"Psychedelic Shack" is een hitsingle van de Amerikaanse soul- en R&B-groep The Temptations. Het nummer werd net voor de jaarwisseling, op 29 december, van 1969 uitgebracht en werd een hit in 1970. "Psychedelic Shack" is de enige single afkomstig van het gelijknamige album van The Temptations uit 1970. Opvolger van "Psychedelic Shack", "Ball Of Confusion (That's What The World Is Today)", zou in eerste instantie ook op het album verschijnen, maar uiteindelijk werd besloten dit niet te doen, omdat het niet veel met het album te maken zou hebben.
"Psychedelic Shack" is, zoals veel nummers van The Temptations, geschreven door Norman Whitfield in samenwerking met Barrett Strong. Whitfield had volle controle over het nummer en niemand anders dan hem en tekstschrijver Strong werd toegestaan om zich te bemoeien met het nummer. Wel mocht zanger van The Temptations, Eddie Kendricks, sommige zangharmonieën bedenken en was er enige creatieve vrijheid voor de sessieband, The Funk Brothers. Bassist James Jamerson werd echter niet gebruikt, omdat er één vast basslijn was en Whitfield Jamerson niet vertrouwde dat hij zich aan die basslijn zou houden. Earl Van Dyke, de pianist van The Funk Brothers, noemde echter "Psychedelic Shack" echter als een van de leukste opnamesessies binnen Motown.
Het onderwerp van het nummer is de 'psychedelic shack' (letterlijk vertaald: psychedelische keet). Een 'psychelic shack' was een gebouw in achterbuurten waar mensen zich konden laten gaan door middel van muziek, kunst en softdrugs. In tegenstelling tot Cloud Nine, waar werd ontkend dat het nummer iets te doen had met drugs, gaat "Psychedelic Shack" dus wel degelijk over het gebruik van drugs.
"Psychedelic Shack" is meerdere keren gecoverd, onder andere door een andere Motown act, Jr. Walker & The All Stars. Hun versie van het nummer verscheen op het album "Rainbow Funk". De B-kant van de "Psychedelic Shack" van The Temptations was zelf ook een cover. Het nummer was "That's The Way Love Is", origineel opgenomen door The Isley Brothers, maar pas tot hit gemaakt door  Marvin Gaye.

## Bezetting
- Lead: Eddie Kendricks, Otis Williams, Dennis Edwards, Paul Williams, Melvin Frankin
- Achtergrond: Paul Williams, Dennis Edwards, Otis Williams, Melvin Franklin en Eddie Kendricks
- Instrumentatie: The Funk Brothers
- Schrijvers: Norman Whitfield en Barrett Strong
- Productie: Norman Whitfield